# The Secret (fumetto)
The Secret è una miniserie a fumetti ideata da Giuseppe Di Bernardo e pubblicata nel 2011 in Italia da Edizioni Star Comics. Ha vinto nel 2012 il Comicus Prize 2011 come "Miglior serie italiana formato Bonelli".

## Storia editoriale
La miniserie è composta di otto numeri pubblicati con periodicità mensile da marzo a ottobre 2011. Gli albi sono nel formato bonellide di 96 pagine in bianco e nero. Ogni albo viene preceduto da un trailer, una pratica alquanto rara nel fumetto italiano. Oltre a Giuseppe Di Bernardo, hanno collaborato alla serie la copertinista Emanuela Lupacchino e il colorista delle copertine Massimiliano Guadagni; lo sceneggiatore Francesco Matteuzzi; i disegnatori Rosario Raho (autore dei characters dei personaggi), Michela Da Sacco, Daniele Statella, Fabrizio Galliccia, Jenny Della Schiava, Massimiliano Bergamo; gli inchiostratori Beniamino Del Vecchio, Fabio Piacentini (co-ideatore del logo) e Salvatore Coppola. Francesco Mucciacito è il disegnatore delle storie fuori serie. Il letterista è Federico Marchionni.
La trama è un'opera di fantasia che fa riferimento a svariate teorie pseudoscientifiche tra cui quelle di David Icke. Di Bernardo ha affermato in un'intervista che alcune parti del racconto ricalcano alcune teorie di Corrado Malanga, sostenitore della tesi che gli alieni si impossessino e controllino un certo numero di esseri umani. Tra i temi citati nella storia ritroviamo le interferenze aliene, le abduction, i cerchi nel grano, la fisica quantistica, antichi testi sacri, i Sumeri e i loro "Dei venuti dal cielo", il New World Order, gli Illuminati.
Il protagonista, Adam Mack, ha le fattezze fisiche dell'attore Joseph Fiennes, fatto curioso visto che Harlan Draka, protagonista della serie Dampyr è modellato sul fratello Ralph Fiennes.

## Trama
Soul e Adam sono stati divisi dal crollo delle Torri Gemelle. Soul è morta e Adam no. Soul è stata inghiottita dal cemento e dal metallo fuso, mentre Adam ha cercato di sopravvivere costruendosi una vita sbagliata. Adam non ha smesso un attimo di amarla e, come richiamata dal suo dolore, un giorno Soul è tornata dall'inferno, ricomparendo nello stesso luogo, come se per lei non fosse passato che un attimo. Inizia così il viaggio allucinante di Adam Mack alla ricerca della sua compagna, una strada che lo porterà a scoperchiare il vaso di Pandora e a scoprire l'incredibile esistenza di un governo occulto e antichissimo che segrega gli esseri umani in una prigione per il corpo e un inferno per l'anima.

### Personaggi
Di seguito sono elencati i personaggi principali e gli obiettivi delle varie fazioni:
- Protagonista: Adam Mack, poliziotto inglese coinvolto nel crollo delle Torri Gemelle.
- Aiutanti positivi:
  - Soul, fidanzata di Adam creduta morta;
  - Malachia, prete esorcista ed ex-agente segreto del Vaticano;
  - Malcor, chimico e ufologo rinchiuso in manicomio;
  - Lucien, hacker;
  - Sybill, sciamana e veggente Hopi in stato vegetativo;
  - Almathea, indiana Hopi figlia di Sybill, della quale si prende cura.
- Antagonista: la Salamandra, creatura aliena nemica dell'umanità.
- Aiutanti negativi:
  - Cappellano Belial, umano al servizio della Salamandra;
  - Ishtar, umana al servizio della Salamandra;
  - Aset, prescelta per contenere lo spirito della Salamandra.
- Oggetti del desiderio:
  - per Adam: riunirsi all'amata Soul;
  - per Soul: salvare il genere umano dalla Salamandra;
  - per la Salamandra: tornare al suo mondo d'origine usando l'energia ottenibile dallo sterminio del genere umano.

## Albi
| Nr. | Titolo Albo                  | Data di pubblicazione | Testi                                     | Disegni                                              | Copertina                                  |
| --- | ---------------------------- | --------------------- | ----------------------------------------- | ---------------------------------------------------- | ------------------------------------------ |
| 1   | Il fattore cigno nero        | marzo 2011            | Giuseppe Di Bernardo                      | Michela Da Sacco, Daniele Statella, Fabio Piacentini | Emanuela Lupacchino, Massimiliano Guadagni |
| 2   | Predatori di anime           | aprile 2011           | Giuseppe Di Bernardo                      | Rosario Raho                                         | Emanuela Lupacchino, Massimiliano Guadagni |
| 3   | Fili invisibili              | maggio 2011           | Giuseppe Di Bernardo                      | Walter Trono                                         | Emanuela Lupacchino, Massimiliano Guadagni |
| 4   | L'avvento del quinto mondo   | giugno 2011           | Francesco Matteuzzi                       | Massimiliano Bergamo                                 | Emanuela Lupacchino, Massimiliano Guadagni |
| 5   | Cuore sacro                  | luglio 2011           | Giuseppe Di Bernardo                      | Fabrizio Galliccia                                   | Emanuela Lupacchino, Massimiliano Guadagni |
| 6   | Coloro che dal cielo caddero | agosto 2011           | Giuseppe Di Bernardo, Francesco Matteuzzi | Riccardo Pieruccini, Beniamino Del Vecchio           | Emanuela Lupacchino, Massimiliano Guadagni |
| 7   | L'ultima mietitura           | settembre 2011        | Giuseppe Di Bernardo                      | Jenny Della Schiava, Salvatore Coppola               | Emanuela Lupacchino, Massimiliano Guadagni |
| 8   | Il grande progetto           | ottobre 2011          | Giuseppe Di Bernardo                      | Rosario Raho                                         | Emanuela Lupacchino, Massimiliano Guadagni |

## Raccolte

### The Secret Redux:
Ad aprile 2014 viene annunciata una ripubblicazione dell'opera e si parla anche di nuove avventure. A maggio viene però smentita l'ipotesi di avventure inedite di Adam Mack, ma viene ufficialmente annunciata una riproposizione riveduta, corretta e ampliata della serie, con storie brevi inedite, ribattezzata The Secret Redux, da parte delle Edizioni Inkiostro. The Secret Redux esce in una raccolta di 4 volumi contenenti gli otto episodi della saga più due episodi inediti.
| Nr. | Titolo                                                   | Data di pubblicazione | Nr. di pagine | Materiale raccolto                                                                                     |
| --- | -------------------------------------------------------- | --------------------- | ------------- | --- |
| 1   | The Secret Redux n.1 (Un nuovo inizio)                   | 2014                  | 224           | Il fattore cigno nero, Predatori di anime + episodio inedito (A loro immagine prima parte)             |
| 2   | The Secret Redux n.2 (Trame letali)                      | 2015                  | 224           | Fili invisibili, L'avvento del quinto mondo + episodio inedito (A loro immagine seconda parte)         |
| 3   | The Secret Redux n.3 (Ipotesi di apocalisse)             | 2015                  | 224           | Cuore sacro, Coloro che dal cielo caddero + episodio inedito (Sui carri volanti degli Dei prima parte) |
| 4   | The Secret Redux n.4 (Al di là del tempo e dello spazio) | 2016                  | 224           | L'ultima mietitura, Il grande progetto + episodio inedito (Sui carri volanti degli Dei seconda parte)  |

## Premi
Nel febbraio 2012, The Secret ha vinto il Comicus Prize 2011 come "Miglior serie italiana formato Bonelli".

## Altri media

### Giochi on line
Sul sito della Star Comics è disponibile un'applicazione in cui, mese per mese, vengono proposti degli enigmi, per risolvere i quali è necessario sia sfogliare i vari albi di The Secret, sia consultare internet. "Apri gli occhi" è il nome del gioco, e terminerà con l'uscita dell'albo n.8. In palio ci sono cinque t-shirt. Nel gioco si trova una storia di due pagine, "OOPart", disegnata da Francesco Mucciacito; si tratta di una storia già pubblicata sulla rivista X-Times (numero di maggio). Alla fine del gioco, invece, si ottiene una storia inedita con un finale alternativo della serie, scritto da Federico Marchionni e disegnata sempre da Francesco Mucciacito.

### Musica
Il progetto musicale "Mr.L Madame Conspiracy e Il destino del Mondo" ha dedicato a The Secret la canzone The Secret feat. Madame Conspiracy.
In precedenza lo stesso gruppo aveva composto Malcor Therapy, dove Malcor si riferisce a Conrad Malcor, personaggio di The Secret che si rifà a Corrado Malanga.

### Fan film
A tre mesi dall'uscita nelle edicole del primo numero, dei fan hanno realizzato un breve fan film: lo ha girato Claudio Fucile e lo ha interpretato Rachele Nieri.